# San Felipe (Chile)
San Felipe de Aconcagua, más conocida como San Felipe, es una comuna y ciudad ubicada en la Región de Valparaíso en la Zona Central de Chile. La Comuna es la Capital de la provincia de San Felipe de Aconcagua y fue fundada el 3 de agosto de 1740. Según el último censo del año 2017, tiene un población de 76 844 habitantes.

## Historia
Hasta el período de la conquista española, en el actual sector de San Felipe existía un caserío indígena denominado Cancanicagua.

### SigloXVIII
La Villa del Corregimiento de Aconcagua "San Felipe el Real", fue fundada el 3 de agosto de 1740, por José Antonio Manso de Velasco y Sánchez de Samaniego Conde de Superunda, quién a petición del rey Felipe V de España, conquistó estas tierras del Valle del Aconcagua.
El acta de fundación se suscribió en el Convento Franciscano de Curimón, con toda la solemnidad propia del siglo XVIII. Los terrenos para la villa fueron donados por el Maestre de Campo don Andrés de Toro Hidalgo, observándose en el trazado de sus calles y las cuatro cañadas que la circundaban todas las disposiciones de las Leyes de Indias.

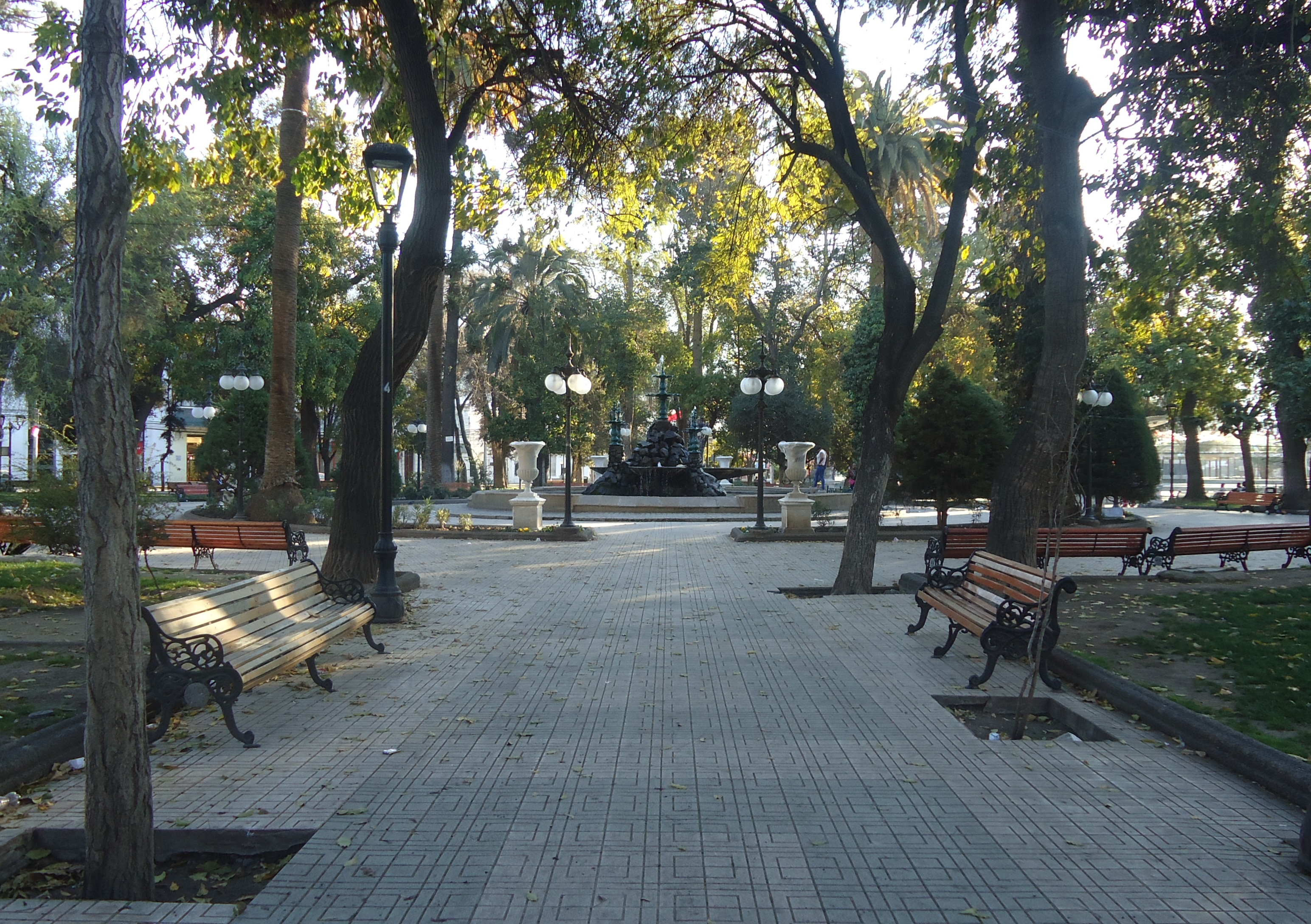
Plaza de Armas de San Felipe

Posteriormente, en mayo de 1743, fue aprobada esta fundación por las Reales Cédulas y desde esa fecha hasta 1770, San Felipe permaneció siendo simplemente una Villa del corregimiento de Aconcagua. Pero el aumento poblacional y el desarrollo de edificación en la zona, llevó a los pobladores a agruparse, creando de esta forma en el año 1770 el Primer Cabildo o Municipalidad, la que quedó conformada por un Alcalde Ordinario y uno provincial.
Precisamente el 1 de abril de 1770, el rey Carlos III de España, quién a solicitud de don Juan Francisco Javier del Canto, en representación del pueblo de San Felipe del Reino de Chile, le otorga el título de Ciudad y le confiere un escudo de armas, para que gozara de las preeminencias, prerrogativas e inmunidades correspondientes al rango de ciudad que se le concedía. Las efes que están alrededor de la corona consigan el lema "Fuerte y Feliz".

### SigloXIX
En 1813, en los momentos que el país se sentía amenazado por el ejército español enviado expresamente por el Virrey del Perú, José Fernando de Abascal y Sousa, para iniciar la reconquista de Chile, se producía en Los Andes una sublevación realista con el objeto de apoderarse de ésta y San Felipe. Los sublevados, al mando del caudillo José Antonio Eseiza, después de apresar a los vecinos más caracterizados de Los Andes, se adueñaron de la ciudad e iniciaron su marcha a San Felipe. La noticia se supo muy pronto en esta ciudad y el coronel José María Portus, comandante del Regimiento Aconcagua, de guarnición en San Felipe, reunió apresuradamente a sus soldados y reclutó a numerosos vecinos y, en menos de cinco horas, puso un mil de hombres sobre las armas y, a marchas forzadas, salieron al encuentro de los sublevados. El encuentro resultó del todo favorable a los patriotas sanfelipeños".
El 5 de agosto de 1813, la Junta de Gobierno envió una nota al Gobernador y Cabildo de San Felipe, en la cual declaraba que San Felipe había merecido el reconocimiento de todos los chilenos por haber destruido en un momento la conspiración realista de Eseiza".
En tal sentido, los Generales José de San Martín y Bernardo O'Higgins le dieron a la ciudad el título de "Ciudad Heroica".
Más tarde, en 1817 y 1818 cuando se consolidó definitivamente la Independencia de Chile, después de las batallas de Chacabuco y Maipú, fue tanto el entusiasmo de sus habitantes que la Junta de Gobierno patriota lo ratificó ampliándolo al de "Siempre Heroica Ciudad de San Felipe de Aconcagua".
Durante el siglo XIX, San Felipe se extendía con un pequeño caserío, entre los márgenes del río Aconcagua por el sur y el estero San Francisco de Quilpué por el norte, con construcciones entre las que destacaba la iglesia de La Merced, el castillo del marqués de Parrasía y el palacio Hacienda de Quilpué.
Además de las construcciones, San Felipe se caracterizó por su activa participación en la obtención de la Independencia de Chile, la que mantuvo latente el deseo de libertad y, con este objeto, conservó intacto el entusiasmo por la causa patriota, ayudando con emisarios a preparar la prosecución de la campaña interrumpida en el desastre de Rancagua. Posteriormente en 1851, San Felipe vuelve a figurar como el principal centro revolucionario en oposición al Gobierno. En esta contienda civil los revolucionarios sanfelipeños resistieron hasta el fin de los ataques de las tropas gubernamentales, atrincherados en las cuatro esquinas de la Plaza de Armas de la ciudad. En el año 1859 nuevamente los sanfelipeños se alzaron en contra del Gobierno Central, siendo derrotados por tropas andinas y provenientes de Santiago.
A fines de siglo XIX, San Felipe se comenzaba a perfilar finalmente como una ciudad tranquila, pródiga en bellezas naturales, manteniendo una manifiesta supremacía principalmente en la época en que fue capital de la provincia de Aconcagua, que integraba los departamentos de San Felipe, Los Andes y Petorca.
Durante la segunda mitad del siglo XIX la pujanza del pueblo fue notoria, y en 1886 se construyó una línea urbana de tranvías tirados por caballos (carros de sangre). Estos eran de manufactura estadounidense (John Stephenson Company de Nueva York), pero de dos pisos como los construidos en Gran Bretaña. Aunque de efímera duración, San Felipe estuvo entre los primeros pueblos al norte de Santiago en tener tranvías.
Francisco Astaburoaga en 1899 en su Diccionario Geográfico de la República de Chile : 694  escribió sobre el lugar:

San Felipe.-—Ciudad capital de la provincia de Aconcagua y del departamento de su título con 11,768 habitantes. Hállase situada por los 32° 46' Lat. y 70º 42' Lon. á poco más de un kilómetro de la orilla norte del río Aconcagua en un valle feraz de esa ribera, elevado aquí 657 metros sobre el nivel del Pacífico. Sus calles, rectas, planas y bien empedradas en dirección de los puntos cardinales, forman 49 manzanas de 125 metros por lado, comprendida en un cuadro que cierran cuatro anchas avenidas ó alamedas y dentro del cual se contiene el caserío que consta de más de 1,000 edificios de regular construcción y alegre aspecto en general. En el centro tiene una plaza adornada de árboles con una fuente que sirve de paseo y en cuyos costados se hallan los edificios públicos de administración, la iglesia parroquial y algunas casas y oficinas particulares. Contiene además iglesias de la Merced y de Santo Domingo edificada en 1818, un teatro desde 1856, un buen hospital fundado en 1843, un establecimiento de asilo de niñas y mujeres faltas de amparo que trae origen desde 1783 y reorganizado en 1855 bajo la base de instrucción y trabajo con el título de monasterio del Buen Pastor, liceo de primera y segunda enseñanza, varias escuelas públicas gratuitas, juzgado de letras, oficinas de registro civil, de correos y de telégrafo, una conveniente cárcel concluida en 1856, una estación de ferrocarril del ramal de la línea entre Santiago y Valparaiso situada en el barrio sur junto al río é inaugurada en julio de 1871, dos medianos hoteles, posadas, y los correspondientes establecimientos industriales y de comercio que la proveen de todos los articules necesarios de consumo; se halla también alumbrada con gas desde 1873. Sus contornos, aunque circuidos por alturas peladas, son pintorescos y encierran principalmente los contiguos á la población huertos y arboledas de excelentes frutas, verduras, &c. Fundóse por el Presidente Don José Antonio Manso y Velasco en 3 de agosto de 1740 con el título de villa de San Felipe el Real, asentándose en terrenos cedidos ál efecto por Don Andrés de Toro Hidalgo Mazote, lo que fué aprobado por reales cédulas de 10 de mayo de 1743 y 29 de junio de 1749. En 19 de diciembre de 1818 se le confirió el título y actual nombre de ciudad de San Felipe de Aconcagua, y el cognomento de siempre heróica, en mérito del patriotismo que exhibió en la guerra de emancipación de la España. Yace al N. de la ciudad de Santiago y al E. de la de Quillota, con las que se liga por un ramal del ferrocarril entre éstas y de las que dista respectivamente, siguiendo esa vía, 126 y 63 kilómetros.

### SigloXX
El geógrafo Luis Risopatrón lo describe a San Felipe en su libro Diccionario Jeográfico de Chile en el año 1924: : 800 

San Felipe (Ciudad) 32° 45' 70° 44'. Es formada principalmente por 49 manzanas de 125 m por lado, comprendida en un cuadrado que cierran cuatro avenidas i tiene una plaza en el centro, adornada de árboles i calles rectas i planas, trazadas en la dirección de los puntos cardinales. Se encuentra entre contornos pintorescos, con huertos i arboledas de excelentes frutas, en la márjen N del curso superior del rio Aconcagua; la estación del ferrocarril se halla a 656 m de altitud, a 1.5 kilómetros al N W de la de Los Andes. Goza de buen clima, aunque algo caloroso en verano, pues se ha anotado en 13 años de observaciones 38,4° C i -3° C para las temperaturas máxima i mínima i como promedios anuales 15° C para la temperatura, 17,7° C para la oscilación diaria, 2,8 para la nebulosidad (0-10) i 250,5 mm para el agua caida. Fundóse el 3 de agosto de 1740 con el título de villa de San Felipe el Real, lo que fué aprobado por las reales cédulas de 10 de mayo de 1743 i 21 de junio de 1749; se le confirió el dictado de ciudad de San Felipe de Aconcagua, «siempre heroica», el 19 de diciembre de 1818, en mérito de los servicios que sus pobladores prestaron a la causa de la independencia de Chile. Se ha anotado un descenso anual de la población en el período de 1895-1907 de 0,84%, con una proporción de alfabetos en esta última fecha de 47,7%.

### Abandono de Deberes
El 11 de agosto de 2020, tras una denuncia por parte de concejales del municipio, el Tribunal Electoral Regional de Valparaíso (TER)  removió de la Alcaldía a Patricio Freire Canto por Notable Abandono de Deberes . Tras ser removido, el 5 de octubre del mismo año fue elegido por parte del concejo municipal el Sr. Christian Beals Campos, asumiendo el cargo de alcalde suplente. Posteriormente asume como actual alcaldesa la Sra. Carmen Castillo Taucher.

## Geografía

### Geomorfología
La comuna de San Felipe se encuentra emplazada en las unidades geomorfológicas de Cordones transversales, Cuencas transicionales semiáridas y Cordillera de la costa.

### Clima
Presenta según la clasificación climática de Köppen clima mediterráneo de lluvia invernal (Csb), clima mediterráneo de lluvia invernal de altura (Csb (h)) y clima semiárido de lluvia invernal (BSk (s)). Como en toda la parte baja del Valle del Aconcagua, en el verano se caracteriza por ser una de las zonas más calurosas de Chile y alta radiación UV, y en el invierno, se caracteriza por las lluvias torrentosas y las heladas bajo 0 °C. La temperatura mínima histórica registrada ha sido de -7,8 °C en invierno, y la temperatura máxima histórica registrada fue 41,7 °C el 26 de enero de 2019.

### Hidrología
La comuna se halla en la cuenca hidrográfica de río Aconcagua. Además, la comuna posee diversos cuerpos de agua, entre los que se destacan el río Aconcagua y río Putaendo.

## Medio ambiente

### Componentes bióticos

Trazado simplificado de los ecosistemas y cuerpos de agua presentes en la comuna de San Felipe.

Dentro del territorio de la comuna se pueden hallar los siguientes ecosistemas:
- Bosque esclerófilo mediterráneo andino donde predominan Kageneckia angustifolia y Guindilia trinervis (Vulnerable)
- Bosque espinoso mediterráneo interior donde predominan Acacia caven y Prosopis chilensis (Vulnerable)
- Matorral arborescente esclerófilo mediterráneo interior donde predominan Quillaja saponaria y Porlieria chilensis (Preocupación menor)
- Matorral espinoso mediterráneo interior donde predominan Trevoa quinquinervia y Colliguaja odorifera (Preocupación menor)

### Medidas de protección ambiental y conflictos socioambientales
Hasta 2022, la comuna de San Felipe cuenta con las siguientes zonas que poseen algún nivel de protección ambiental:
- Cerro Tabaco (Sitios ERB)[16]
- río Aconcagua (Sitios ERB)[17]
- Santuario de la Naturaleza Serranía el Ciprés (Santuario de la Naturaleza)[18]
- Zona Media Superior Aconcagua (Sitios ERB)[19]

### Fauna
Posee una gran diversidad de especies animales, adaptados especialmente a la sequedad de la zona y otras ligadas a los asentamientos urbanos. En lo que corresponde a mamíferos, hay zorros culpeo, quiques, yacas, degúes y especies introducidas como el guarén y el conejo europeo. La avifauna, por otro lado, es aún más diversa, pudiendo encontrar águilas mora, aguiluchos, tiuques, tucúqueres, tórtolas, tencas, turcas, chirihues, yales, cometocinos de Gay, entre otros. También hay aves introducidas, como la paloma, el gorrión y la codorniz. En lo que corresponde a herpetofauna, se puede avistar culebras de cola larga, iguanas chilenas y varias especies del género Liolaemus, como la lagartija lemniscata o la lagartija esbelta, por ejemplo.

## Administración

### Municipalidad

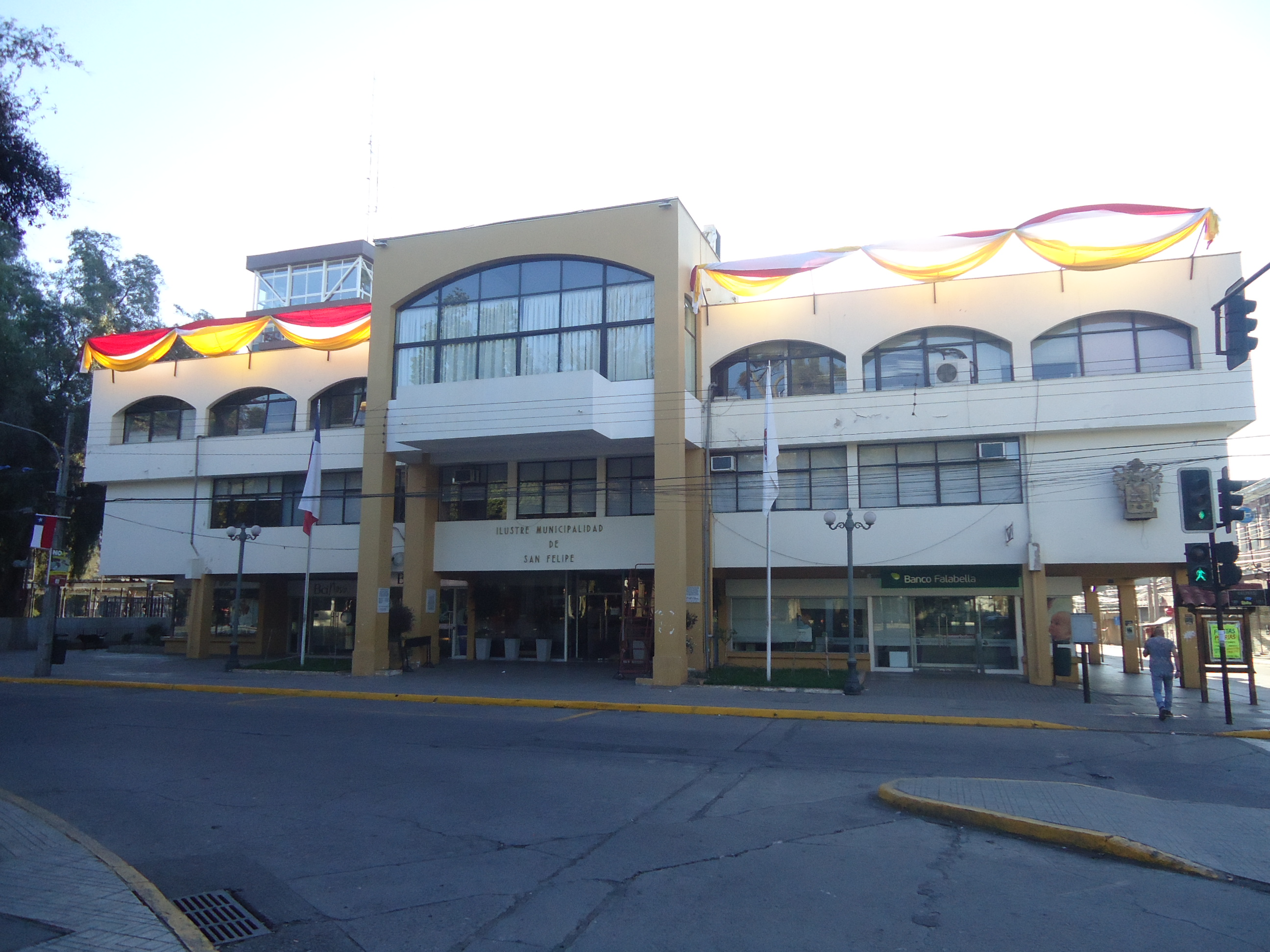
Edificio de la Ilustre Municipalidad de San Felipe

Desde 2021, la Ilustre Municipalidad de San Felipe es dirigida por su alcaldesa, la Sra. Carmen Castillo Taucher (IND - PS) y el concejo municipal conformado por los concejales:
- Guillermo Lillo Vivar (IND - FRVS)
- Juan Carlos Sabaj Paublo (IND - RN)
- Basilio Muena Arias (IND - PR)
- Ricardo Covarrubias Covarrubias (PC)
- César Lazo González (PRCH)
- Ronald Olivares Cruz (IND - Demócratas)

### Representación parlamentaria
San Felipe forma parte de la Circunscripción Senatorial VI y del Distrito Electoral 6. Es representada en la Cámara de Diputados del Congreso Nacional por los siguientes diputados y diputadas:
- Camila Flores (RN)
- Andrés Longton (RN)
- Gaspar Rivas (IND - PDG)
- Carolina Marzán (PPD)
- Nelson Venegas (PS)
- Chiara Barchiesi (PRCH)
- Diego Ibáñez (FA)
- María Francisca Bello (FA)

En el Senado, la representan:
- Kenneth Pugh Olavarría (IND - RN)
- Francisco Chahuán Chahuán (RN)
- Ricardo Lagos Weber (PPD)
- Tomás de Rementería Venegas (PS)
- Juan Ignacio Latorre Riveros (FA)

## Economía
La economía de San Felipe es eminentemente terciaria, prevaleciendo los bienes y servicios tanto del sector público como del privado. El gran auge de este sector se ve reflejado en un considerable aumento de escuelas y universidades además de los comercios establecidos como bancos, supermercados y multitiendas.
También es significativo el aporte del sector agrícola. Otra importante fuente de ingresos de los sanfelipeños proviene de las cosechas de temporada. Aquí se destacan productos frutícolas.
En 2018, la cantidad de empresas registradas en San Felipe fue de 2.193. El Índice de Complejidad Económica (ECI) en el mismo año fue de 1,03, mientras que las actividades económicas con mayor índice de Ventaja Comparativa Revelada (RCA) fueron Fabricación de Fibras de Vidrio (114,64), Venta al por Menor de Productos de Panadería y Pastelería (46,7) y Elaboración y Conservación de Frutas, Legumbres y Hortalizas (32,75).

## Servicios

### Educación
En San Felipe existen 4 instituciones de educación superior; el Campus de Salud de la Universidad de Valparaíso, la Universidad de Aconcagua, un Campus de la Universidad de Playa Ancha más el Instituto Tecnológico Ignacio Domeyko y una sede del Instituto Profesional AIEP.
Dentro de los colegios y escuelas se pueden encontrar principalmente: Colegio Sunnyland School, Colegio Alemán de San Felipe, Escuela Básica 21 de Mayo, Escuela Básica E-65 José Manso de Velasco, Escuela Básica José Bernardo Suárez, Escuela Básica Carolina Ocampo García, Escuela Básica Buen Pastor, Escuela de Lenguaje Trigal, Escuela Básica José de San Martín, Escuela Básica Bucalemu, Escuela Básica Cokljat Knezic, Escuela E-508 Pedro Nolasco Molina, Escuela Básica Almendral, Colegio Pirámide de San Felipe, Escuela Agrícola de San Felipe, Escuela de Lenguaje Sembrando Palabras, Colegio San Pablo, Escuela Especial de Lenguaje Mis Nuevas Palabras, Colegio Santa Juana de Arco, Colegio Vedruna, Colegio Alonso de Ercilla, Colegio José Agustín Gómez,Escuela Especial Sagrado Corazón, Instituto Abdon Cifuentes (IAC), Liceo Bicentenario Cordillera, Escuela Industrial Guillermo Richards Cuevas, Colegio Assunta Pallota, Escuela Guillermo Bañandos Honorato, Liceo San Felipe, Liceo Mixto San Felipe, Liceo de Niñas Corina Urbina Villanueva, Liceo Roberto Humeres Oyaneder (ex Liceo de Hombres), Liceo de Adultos Juan Francisco González Reyes, Escuela de Lenguaje Cumbres de Aconcagua, Escuela Especial de Lenguaje Caicura Cruz Ahumada Brito, Escuela Pedro Nolasco Molina, Escuela Básica John F. Kennedy, Escuela Básica General Bernardo O'Higgins Riquelme, Escuela Básica Manuel Rodríguez Erdoiza y el Colegio Greenland.

## Cultura

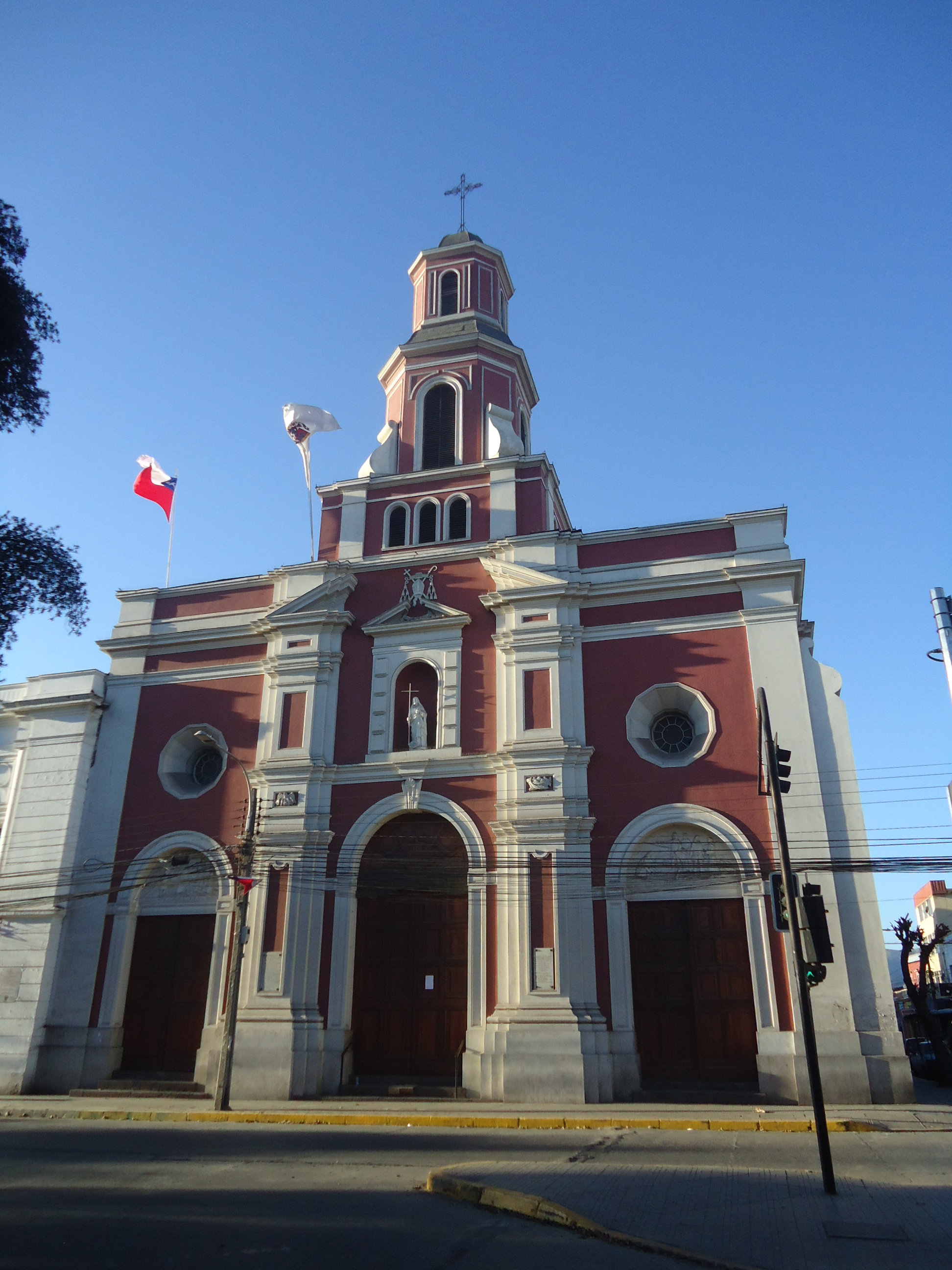
Iglesia Catedral de San Felipe

### Diócesis Católica
Desde el 18 de octubre de 1925, sede episcopal de la diócesis de San Felipe de Aconcagua de la Iglesia católica, erigida por Bula "Apostolicis muneris Ratio" de S.S. Pío XI. Desde el 21 de septiembre de 2018, Jaime Ortiz de Lazcano Piquer fue designado Administrador Apostólico por S.S. Francisco.

## Lugares de interés
En San Felipe podemos encontrar variados atractivos culturales como el Convento de Curimón, la Iglesia del Buen Pastor y sus valles, favorecidos por un clima ideal para el cultivo de frutas y verduras.
- Museo Histórico de San Felipe: Creado el 3 de agosto de 1959 por la Sociedad de Historia y Arqueología de Aconcagua. En el museo se exhiben una serie de colecciones referentes a la cultura de Aconcagua pre-colombina y vida en el valle. Entre ellas, exhibición de arqueología, arquitectura, y diversos objetos históricos que, principalmente, hacen referencia a San Felipe.
- Casa Mardones: Vivienda colonial de data de fines del siglo XVIII, en un principio era una propiedad agrícola, la cual fue adquirida en 1830 por la familia Mardones. En el año 1988 este inmueble es declarado Monumento Nacional, bajo la categoría de Monumento Histórico. Actualmente pertenece al Club San Felipe.

- Catedral de San Felipe: creada oficialmente en 1740, con la fundación de la ciudad, como Iglesia Mayor de Aconcagua. En 1925 S.S Pío XI eleva la por entonces Iglesia Parroquial de San Felipe a la dignidad de Templo Catedral. El 29 de septiembre de 1989 es declarada Monumento Nacional mediante D. S. 490.

- Iglesia y Claustro del Buen Pastor: se compone de una serie de edificios en donde destaca su iglesia  levantada en 1876. Además en él se encuentra la escuela Buen Pastor y el internado de niñas de este. Declara Monumento Nacional por D. S. 490 el 29 de septiembre de 1989.

- Iglesia San Francisco de Curimón: ubicados en la calle Santiago Bueras 1291 de Curimón a 7 km aproximadamente de San Felipe. Este museo es albergado por la Iglesia y Convento de la orden Franciscana de Curimón. Cuenta con valiosos cuadros de los siglos XVI, XVII y XVIII y otros objetos de la época colonial. Su construcción es de estilo colonial y es Monumento Nacional desde 1971.

- Iglesia de El Almendral (Divo Antonio de Padua): se ubica en el pueblo de El Almendral,  a 2 km de San Felipe. La construcción del convento se inicia en 1865 y la iglesia a fines de 1872, se constituye en la más auténtica expresión de identidad del sector, el templo se inaugura en octubre de 1876. En su interior existe una variada imaginería religiosa de época colonial, con mobiliario y figuras vestidas de la época. La torre y el frontis fueron diseñados por el arquitecto italiano Eduardo Provasoli, quien atendió las construcciones franciscanas en diversas regiones del país. Es Monumento Nacional por Ley 17813 el 17 de noviembre de 1972.

- Termas de Jahuel: centro Termal ubicado a 18 km al noreste de San Felipe, a una altitud de 1.170 m s. n. m. y en medio de un paisaje rural precordillerano, con cerros y mesetas de baja altura. Sus aguas fluyen a 22 °C de temperatura y son recomendadas para afecciones respiratorias, reumáticas, renales, digestivas, cardíacas, hepáticas, lumbociáticas, así como para enfermedades articulares, artritis, fatigas mentales, recuperación de sueño y convalecencia.

- Viña Mendoza y Viña Almendral: ubicados en el sector de El Almendral estas dos viñas se especializan en el exquisito vino añejo y la sabrosa chicha típica de San Felipe. También se especializa en originales mistelas aguardiente de frutas y yerbas de la región como el famoso Apia'o, el enguinda'o, de níspero, nuez, piña, papaya y otras 30 variedades las cuales podrá degustar de forma gratuita.

- Santuario de la Naturaleza Serranía El Ciprés[25]: ubicado en la Quebrada El Asiento y el cerro El Tabaco sector de El Asiento. Posee un gran valor ambiental que se refleja en las siguientes características generales: a) Conservación de la Biodiversidad. b)Singularidad de la flora. c) Singularidad de la fauna. d) Evidencia arqueológica que dan cuenta de presencia humana desde hace más de 3.000 años.

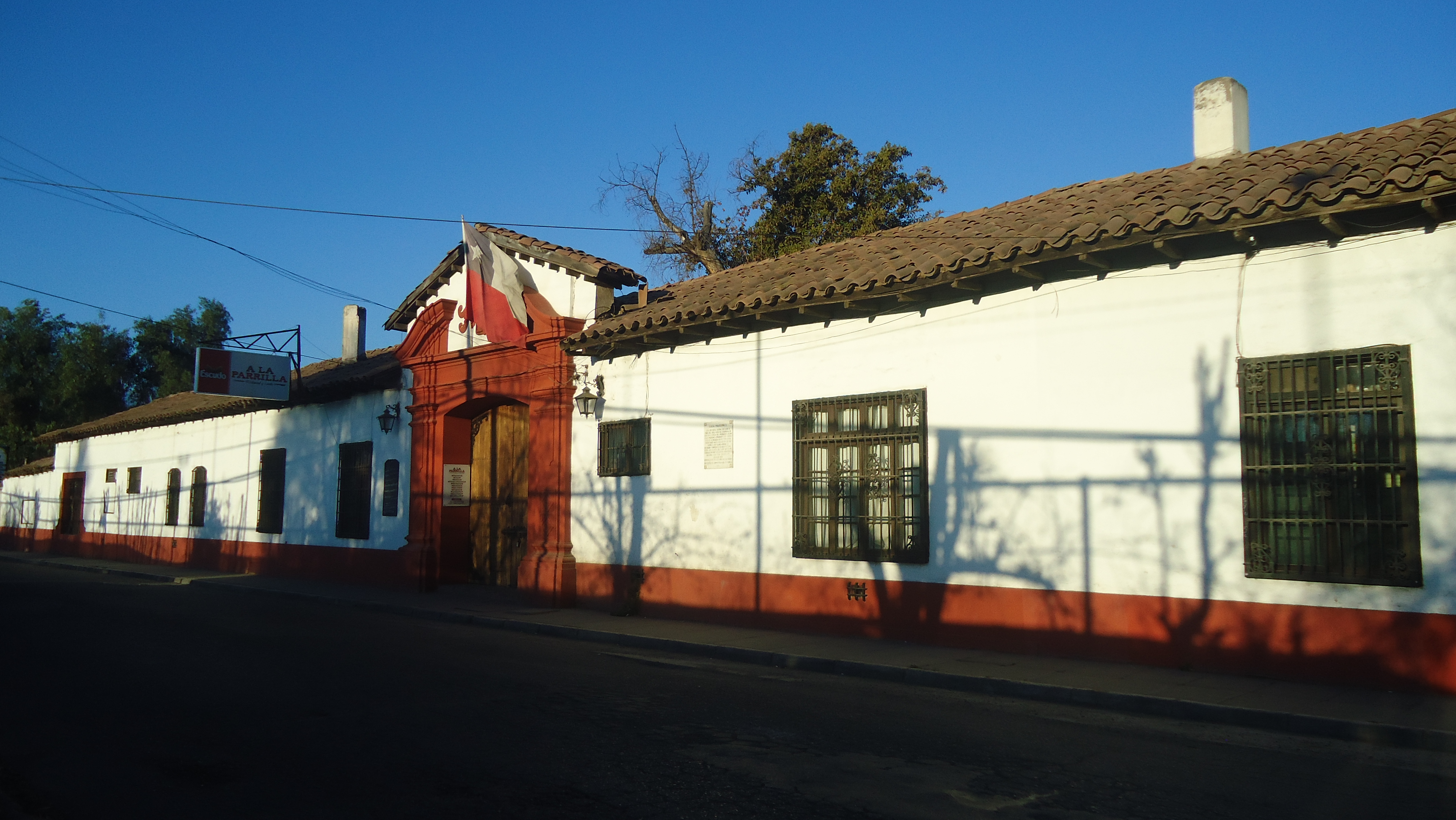
Casa Mardones
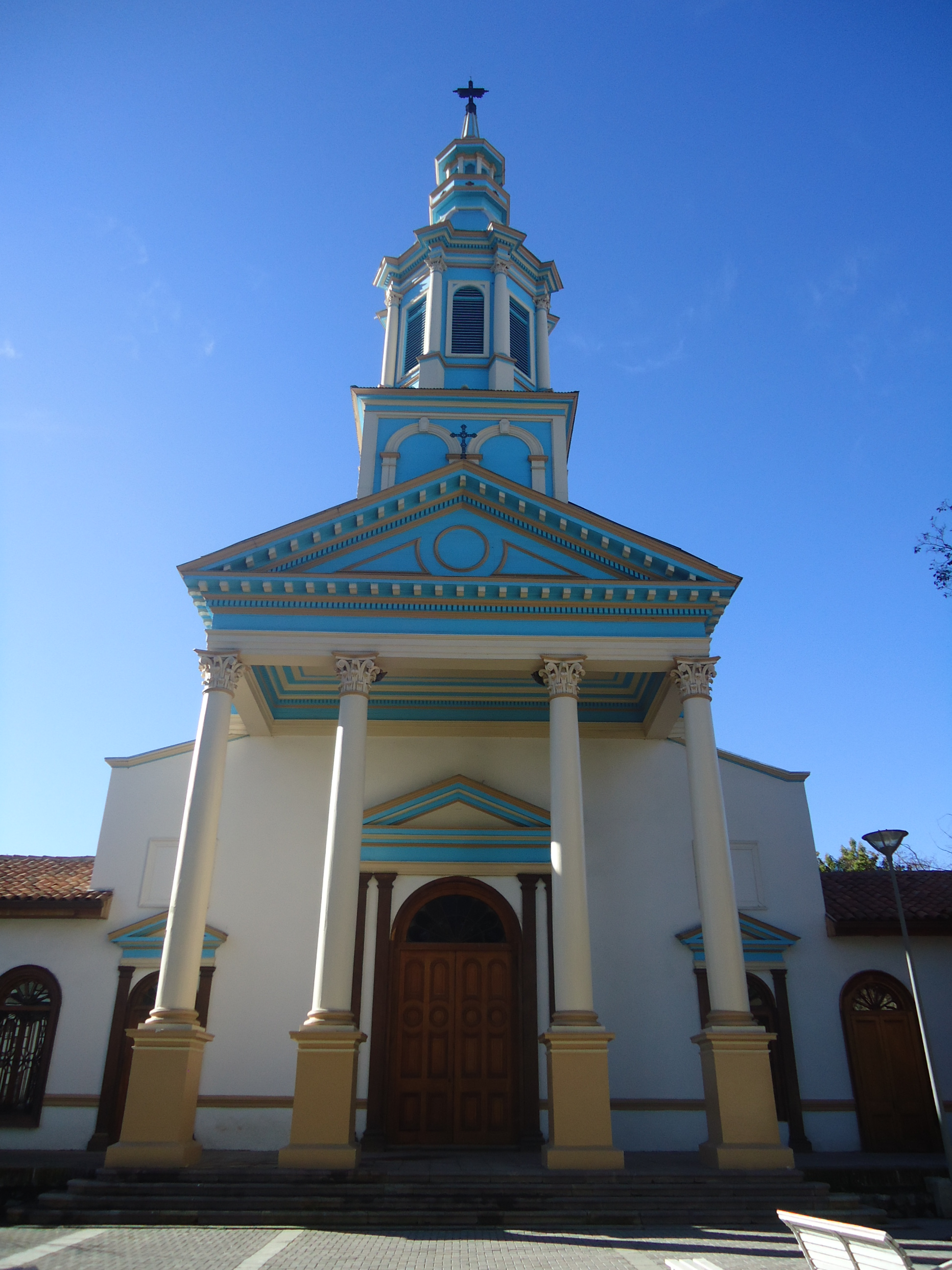
Iglesia Buen Pastor
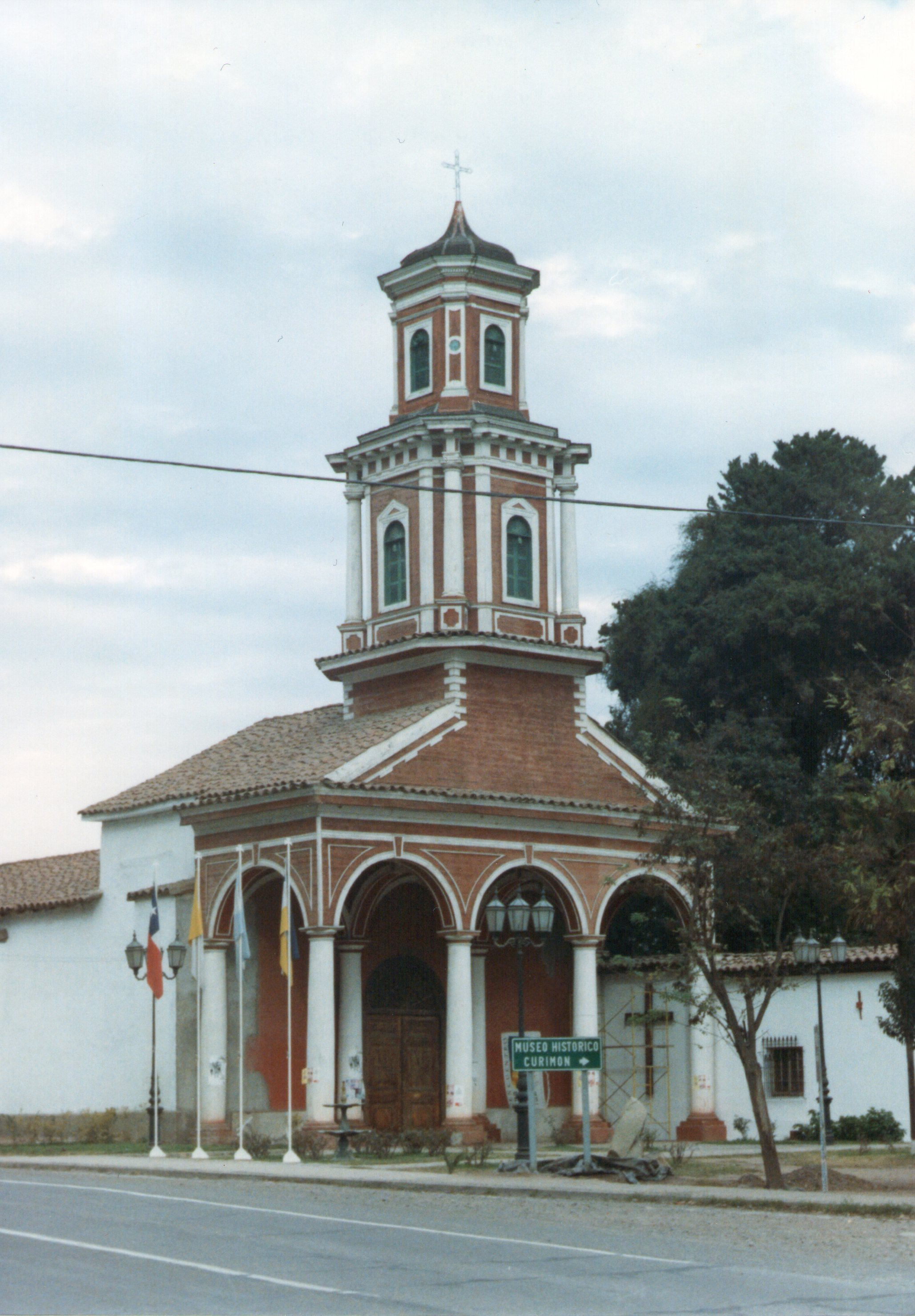
Iglesia de Curimón
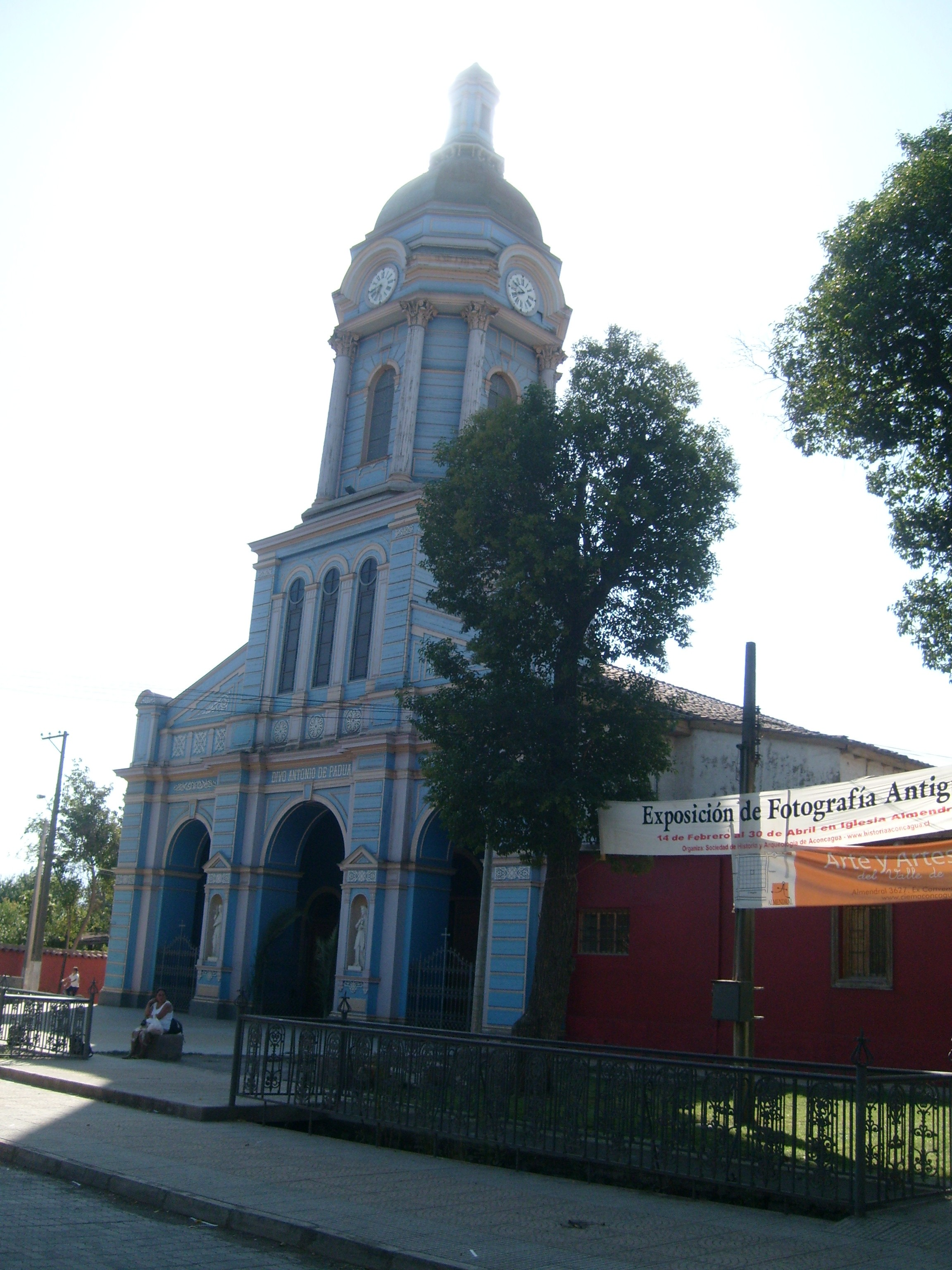
Iglesia Divo Antonio de Padua del Almendral

## Transporte
En términos de comunicación y conexión, San Felipe cuenta con una serie de rutas que lo conectan tanto por el norte, sur y oeste. Para llegar a la ciudad es posible utilizar el servicio diario de buses desde Santiago y Valparaíso. Además, esta ciudad cuenta con el aeródromo Víctor Lafón para sus operaciones aéreas.

## Deportes

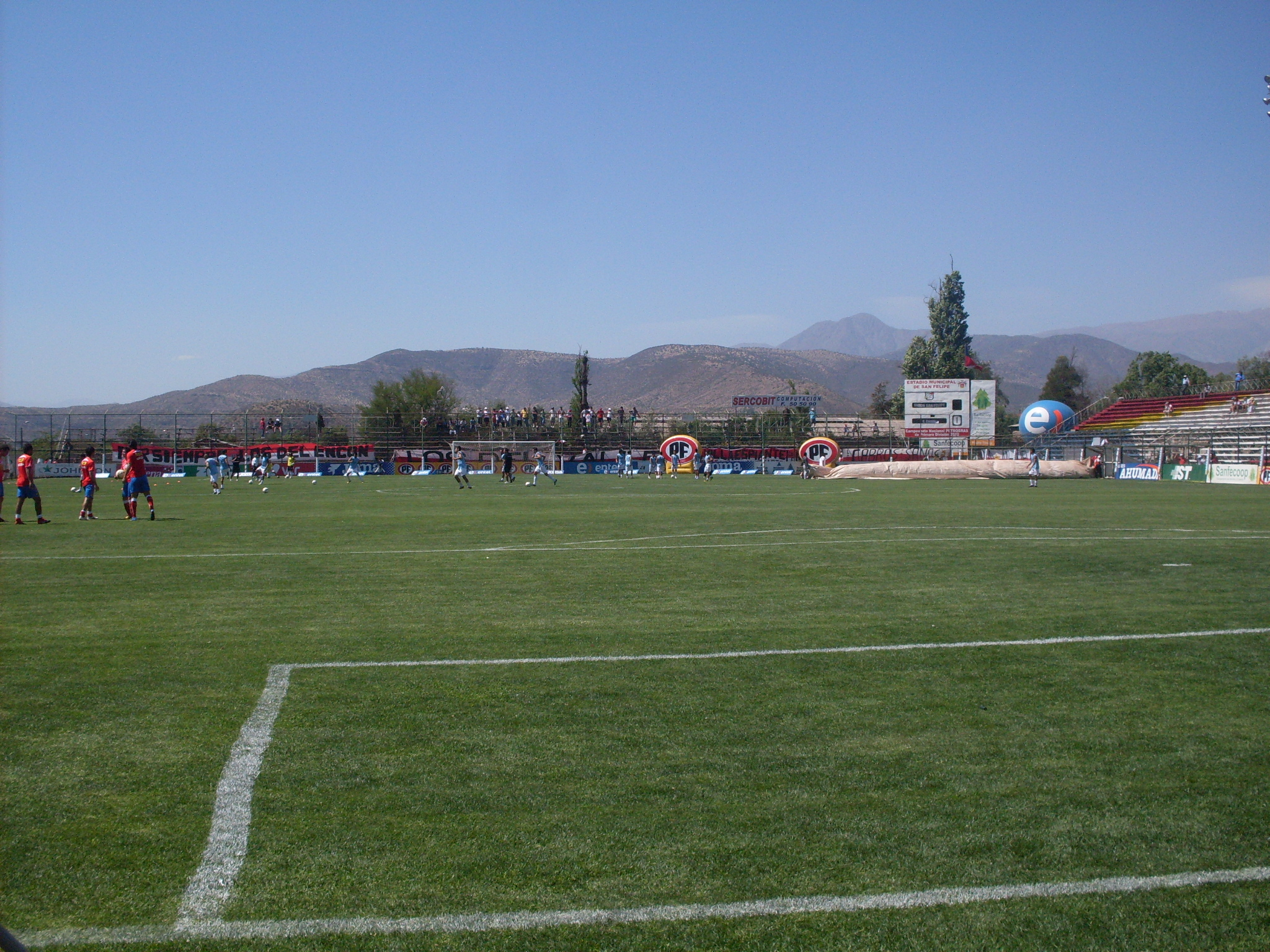
Estadio Municipal de San Felipe visto desde la galería visitante

La ciudad es sede del club de fútbol profesional Unión San Felipe, fundado el 16 de octubre de 1956 gracias a la fusión de los clubes amateur Internacional y Tarcisio. El equipo fue campeón de la Primera División del fútbol chileno en 1971, clasificando a la Copa Libertadores de América. Ejerce de local en el  Estadio Municipal Javier Muñoz Delgado, recinto que posee una capacidad de 13 162 personas. Su clásico rival era Cobreandino, con quien disputaba el clásico del Aconcagua, hasta que se fusionó con Trasandino (Provincial Los Andes).

## Medios de comunicación
En San Felipe se edita el diario El Trabajo, fundado en 1929 y publicado de lunes a viernes. Otros medios de comunicación que hacen de la ciudad una comunidad informada y conectada son las emisoras de radio FM, destacando la radio "Aconcagua" fundada el 4 de agosto de 1956 y "Carnaval", fundada en 1995. Las noticias de la ciudad en internet se encuentran en el sitio soyaconcagua.cl Archivado el 26 de septiembre de 2015 en Wayback Machine., fundado el 3 de agosto de 2007.  aconcaguadigital.cl Fundado el 1 de marzo de 2016. Portal Aconcagua Informa Aconcaguainforma.cl  fundado el 15 de abril de 2019.

### Radioemisoras
FM
- 88.1 MHz Ser FM
- 88.5 MHz Radio Superandina
- 89.3 MHz FM Dos
- 89.9 MHz Radio Crecer FM
- 90.1 MHz Radio Pudahuel
- 90.7 MHz Radio Amanecer
- 91.7 MHz Radio Aconcagua
- 92.7 MHz Inicia Radio
- 93.3 MHz Radio Beethoven
- 95.1 MHz Lider FM
- 95.7 MHz FM Kayros
- 96.1 MHz La Metro FM
- 96.5 MHz Radio Colo Colo
- 96.9 MHz ADN Radio Chile
- 97.5 MHz Radio Contemporánea
- 97.9 MHz Estilo FM
- 98.3 MHz Radio Carnaval
- 98.7 MHz Beat FM
- 99.1 MHz Radio Armonía
- 99.5 MHz Radio Buena Onda
- 100.3 MHz Dulce FM
- 100.9 MHz Preludio Radio
- 101.3 MHz FM Okey
- 102.3 MHz Radio Agricultura
- 102.7 MHz El Conquistador FM
- 103.1 MHz Radio Lovely
- 103.5 MHz Radio Bío-Bío
- 104.3 MHz Okey Music
- 105.1 MHz Digital FM
- 105.7 MHz Radio Encuentro FM
- 106.5 MHz Radio Crystal
- 107.1 MHz Radio Orolonco

AM
- 1500 kHz Radio Trasandina
- 1550 kHz Radio Provincial
- 1590 kHz Radio Aconcagua

### Televisión
TDT
- 6.1 - Chilevisión HD
- 6.2 - UChile TV
- 8.1 - Canal 13 HD
- 8.2 - T13 En Vivo
- 10.1 - TVN HD
- 10.2 - NTV
- 25.1 - VTV
- 25.2 - TV Costa
- 25.3 - Tevex

Cable
- 13 - Frecuencia 7 (VTR) www.frecuencia7tv.cl
- 14 - Valle Televisión (VTR)
- 15 - Quintavisión (VTR)
- 65 - Valle Televisión (Gtd/Telsur)
- 779 - Cultura Online (Mundo)